# Musée de la Libération (Berjou)
Le musée de la Libération est un petit musée associatif ouvert en 2015 et consacré à la Libération de la France pendant la Seconde Guerre mondiale en 1944.

## Localisation
Situé en Normandie dans le département de l'Orne, le musée de l'Occupation se trouve sur la commune de Berjou, Lieu-dit Les Cours.

## Histoire
La commune de Berjou est l'objet de féroces combats du 15 au 17 août 1944, « avant-dernière bataille avant la fermeture de la poche de Falaise ». 
Le musée ouvre en 2011. Il est agrandi en 2020.

## Description
Le musée comporte des collections issues de fouilles sur le champ de bataille ou remis par la population locale. 